# Demetriu Ionescu
Pour les articles homonymes, voir Ionescu.
Demetriu Ionescu, appelé le plus souvent, Take ou Tache Ionescu (né Dumitru Ghiță Ioan) (25 octobre 1858 - 21 juin 1922) était un journaliste, écrivain, auteur de nouvelles, avocat, diplomate et homme d'État centriste roumain. 

## Biographie
Il est considéré comme le représentant des idées politiques de la classe moyenne roumaine à la fin du XIXe siècle et au début du XXe siècle, au point qu'elles sont surnommées Takisme. Sa carrière politique a commencé chez les libéraux et radicaux, puis il adhéra au Parti national libéral, puis au Parti conservateur (après 1891). Il fut ensuite social-conservateur (progressiste et nationaliste). Après 1908, il créa son propre parti le Parti conservateur démocratique.
En politique étrangère, il souhaitait créer une vaste union balkanique, mais aussi récupérer pour son pays les régions (alors austro-hongroises) de Transylvanie, du Banat et de Bucovine. Anglophile convaincu, il poussa à l'adhésion à la Triple-Entente et à l'entrée de son pays dans la Première Guerre mondiale.
Après la défaite de son pays en 1916-1918 contre l'Autriche-Hongrie et la Bulgarie, il participa au gouvernement en exil de Ion Brătianu, en tant que ministre sans portefeuille. Au Congrès de la paix à Paris en 1919, il milita pour une grande Roumanie. La victoire électorale de la coalition à laquelle appartenait son parti lui permit de devenir ministre des Affaires étrangères du gouvernement d'Alexandru Averescu. Il fut ensuite chef du gouvernement.
Il fut un ami très proche d'Elefthérios Venizélos et de Ion Luca Caragiale.